# Lewis Ketcham Sillcox
Lewis Ketcham Sillcox (30 de abril de 1886 – 4 de março de 1989) foi um engenheiro mecânico de ferrovias e empresário estadunidense, 73º presidente da Sociedade dos Engenheiros Mecânicos dos Estados Unidos (ASME). Recebeu a Medalha ASME de 1943.

## Publicações selecionadas
- Sillcox, Lewis Ketcham. Safety in Early American Railway Operation, 1853–1871. Printed at the Princeton University Press, 1936.
- Sillcox, Lewis Ketcham. The Rail-Highway Issue. Graduate School of Business Administration, Harvard University, 1936.
- Sillcox, Lewis Ketcham. Mastering momentum; a discussion of modern transport trends and their influence upon the equipment of American railways.. 1941.'
- Sillcox, Lewis Ketcham. Head-end horsepower... Syracuse university, 1949.
- Sillcox, Lewis Ketcham. Bulk Freight Battle. Graduate School of Business Administration, Harvard University, 1964.